# Plan invariable
Plan invariable de Laplace redirige ici. Ne pas confondre avec Plan de Laplace. Pour les articles homonymes, voir Plan.
Le plan invariable d'un système planétaire est le plan qui contient le barycentre de ce système et qui est perpendiculaire au vecteur du moment angulaire de ce système.